# 탑 오 더 모닝
탑 오 더 모닝(Top O' The Morning)은 미국에서 제작된 데이비드 밀러 감독의 1949년 코미디, 멜로/로맨스 영화이다. 빙 크로스비 등이 주연으로 출연하였다.

## 출연

### 주연
- 빙 크로스비
- 앤 블라이스
- 베리 피츠제럴드

### 조연
- 험 크로닌
- 에일린 크라운
- 존 맥킨타이어
- 터도 오웬
- 지미 헌트
- 모건 팔리
- 존 엘드레지
- 존 스킨스 밀러
- 딕 라이언
- 존 오브라이언
- 메리 필드
- G. 팻 콜린스
- 톰 듀건
- 올린 하랜드
- 리처드 킨
- 윌리엄 오리어리
- 케시 로저스
- 존 쉬핸
- 더글러스 스펜서

## 제작진
- 세트: 샘 코머
- 세트: 에밀 쿠리
- 의상: 메리 케이 돗슨